# Domingos da Silva Soares

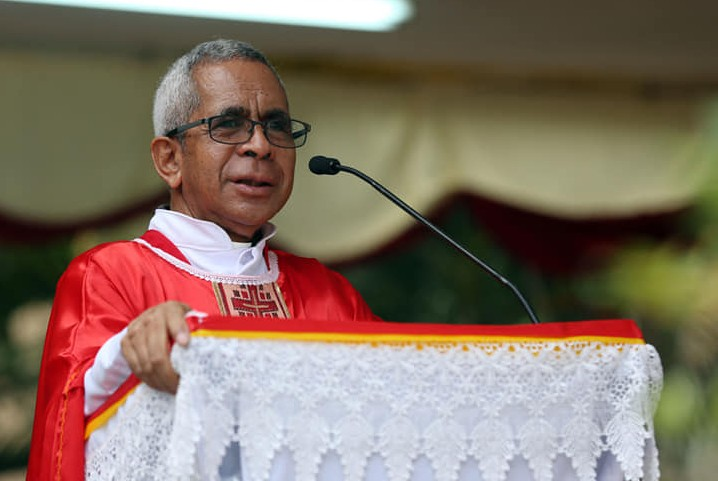
Domingos da Silva Soares (2022)

Domingos da Silva Soares (* 12. Mai 1952 in Letefoho, Ermera, Portugiesisch-Timor; † 16. Mai 2025 in Dili, Osttimor), Kampfname Maubere, beziehungsweise Domingos Maubere, war ein osttimoresischer römisch-katholischer Priester, Menschenrechts- und Unabhängigkeitsaktivist. Zuletzt war er Pfarrer der Pfarrkirche Sagrada Coração de Jesus in Dilis Stadtteil Becora.

## Werdegang

### Kindheit und Besatzungszeit
Soares wurde in Letefoho geboren. Zwei Wochen später zog seine Familie nach Fatubessi um. In jungen Jahren galt er als fleißig und hilfsbereit, sammelte Feuerholz und holte Wasser. Abends half er einer Frau beim Katechismusunterricht. 1972 ging er zum Studium der Philosophie und Theologie nach Portugal. Im Anschluss wurde er 1978 in Braga zum Priester geweiht.
1975 war Indonesien in Osttimor eingefallen. Soares kehrte 1980 in seine besetzte Heimat zurück. Er wurde für sechs Jahre Gemeindepfarrer in Ossu und war gleichzeitig zuständig für die Missionierungsarbeit im gesamten Distrikt Viqueque. In der Region wurden viele Zivilisten von der indonesischen Armee getötet. Da er Mut gegenüber den Besatzern zeigte, erhielt Soares den Kampfnamen „Maubere“, die Eigenbezeichnung der einheimischen Bevölkerung Osttimors. Soares begann sich politisch zu engagieren. Er bot Familien Zuflucht, leistete geistlichen Beistand und prangerte Menschenrechtsverletzungen in Osttimor an. Hier arbeitete er mit der Nonne Guilhermina Marçal zusammen.
Soares predigte immer wieder, erfüllt vom Geist des Widerstands, aber auf den Prinzipien des Friedens und der Menschenwürde basierend. Sein Ziel war die Stärkung der Moral der Bevölkerung, wofür er als Wanderprediger im besetzten Land unterwegs war. Dabei diente er auch als Kurier zwischen der Guerilla und den zivilen Widerstandsgruppen, unter anderem auch für den Guerillaführer Xanana Gusmão. Auch ins Ausland brachte er Nachrichten. Das Militär erteilte Soares 1983 Hausarrest. Er missachtete aber diesen Arrest und reiste weiter durch Osttimor.
1995 segnete Soares 18 Flüchtlinge, die von Tibar aus nachts mit einem Boot aufbrachen, um nach Australien zu fliehen. Er traute noch ein Paar und taufte das sechs Monate alte Baby an Bord. Dann übergab er jedem Flüchtling noch ein kleines Kruzifix „als Symbol für Leid und Hoffnung“. Er verabschiedete sie mit den Worten:  „Meine Kinder, wenn ich in sieben Tagen nichts von euch gehört habe, werde ich Kerzen und Blumen ans Meer bringen, um euch als Helden eures Landes zu ehren.“ Nach sechs Tagen Überfahrt erreichten die Flüchtlinge Australien.
1997 erhielt Soares in Portugal, zusammen mit Maria de Lourdes Martins Cruz, den Internationalen Friedenspreis Pax Christi. Außerdem war er an der Vorbereitung der Konferenz in Peniche der osttimoresischen Widerstandsgruppen beteiligt, wo 1998 der Conselho Nacional de Resistência Timorense (CNRT) gegründet wurde. Soares wurde Generalkoordinator der Organisation.

### Im unabhängigen Osttimor

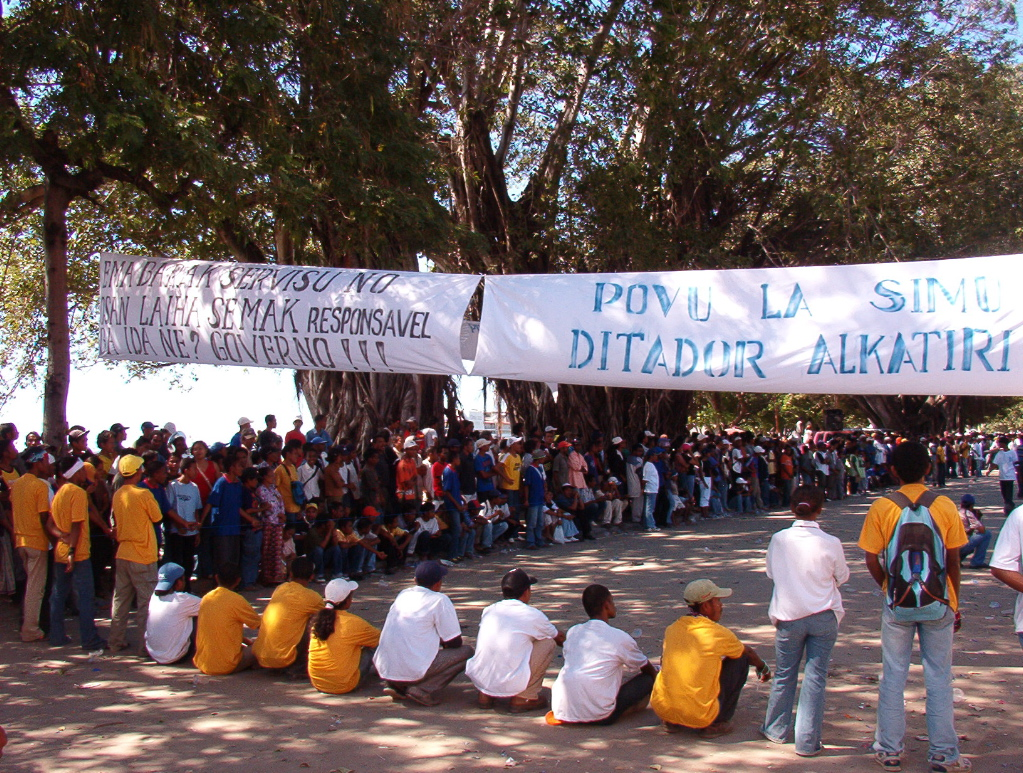
Anti-Alkatiri-Demonstration für den Erhalt des Religionsunterrichts (2005)

Nach der Unabhängigkeit 2002 blieb Soares weiter eine wichtige Stimme in der Öffentlichkeit, mit seinem Ziel, eine demokratische und menschliche Gesellschaft zu schaffen. Er prangerte Korruption und Machtmissbrauch ebenso an wie Gewalt gegen Frauen und soziale Ungleichheit. Als einer von wenigen Kirchenvertretern kritisierte er öffentlich Versäumnisse der Politiker des Landes. 2005 gehörte Soares zu den führenden Köpfen von Protesten, bei denen mehrere Tausend Demonstranten die Wiedereinführung von Religionsunterricht an öffentlichen Schulen forderten. Innenminister Rogério Lobato behauptete, die Demonstranten würden den Sturm auf den Regierungspalast planen. Premierminister Marí Alkatiri hatte den Religionsunterricht im Februar zu einem freiwilligen Wahlfach gemacht. Im Mai wurde er in öffentlichen Schulen nach wochenlangen Protestmärschen wieder als Pflichtfach in den Lehrplan aufgenommen. Während der Unruhen in Osttimor 2006 wurde das Haus von Soares niedergebrannt.
Ab 2008 studierte Soares an der Sankt-Josephs-Universität in Macau, wo er die Gruppe Macau Rai Timor wiederbelebte, zur geistlichen Unterstützung der Timoresen in Macau. Später wurde Soares zum Vikar für portugiesischsprachige Katholiken in der Stadt ernannt.

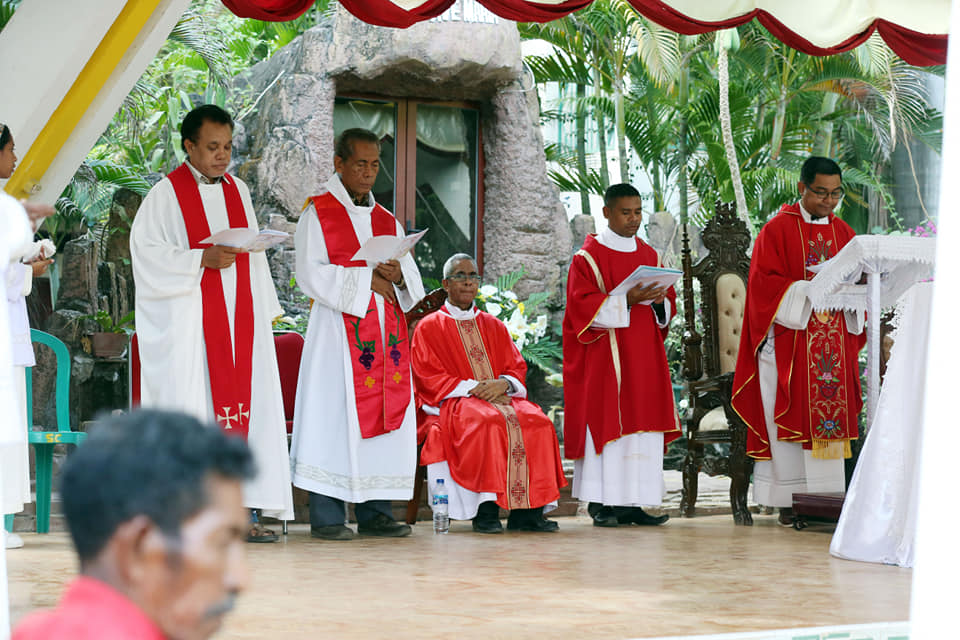
Soares in Becora (2022)

2018 wurde Soares, zurück in Osttimor, Gemeindepfarrer der Kirche Sagrada Coração de Jesus in Becora, der drittältesten Pfarrgemeinde in Dili.
Als es 2020 zu Tumulten im Nationalparlament Osttimors kam, besuchte Soares das Parlament und redete den Abgeordneten angesichts des zerstörten Mobiliars ins Gewissen. „Ich bin ins Parlament gekommen, um meine tiefe Traurigkeit zu bekunden und die Abgeordneten aufzufordern, den richtigen Weg zur Lösung des Problems zu finden und sich nicht gegenseitig anzuschreien, als sei es ein Hahnenkampf. (…) Die Bürger und das Volk verlangen von den Verantwortlichen, dass sie ihre Probleme mit kühlem Kopf lösen.“ Seine Kritik fand viel Widerhall in den sozialen Medien.
Soares starb am Morgen des 16. Mai 2025, nachdem er seit dem 8. Mai im Hospital Nacional Guido Valadares behandelt worden war. Er befand sich im Endstadium einer „komplizierten Krankheit“ und erhielt Palliativpflege. Zuvor war er viermal zur Behandlung in einem Krankenhaus in Malaysia. Premierminister Xanana Gusmão und andere Politiker sowie Geistliche erwiesen dem Toten die letzte Ehre. Der Leichnam von Soares wurde zunächst für eine Trauerfeier in seinen Heimatort im Verwaltungsamt Letefoho überführt und danach wieder zurück nach Dili gebracht. Hier fand jeweils eine Trauerfeier für die Pfarrgemeinde in Becora und in der Kathedrale von Dili mit Kardinal Virgílio do Carmo da Silva statt. Die Beisetzung erfolgte auf dem Cemitério dos Padres im Stadtteil Ailoklaran.